# Gertruda Meranská
Gertruda Meranská (německy Gertrud von Andechs, maďarsky Merániai Gertrúd; 1185, Andechs – 28. září 1213, Piliš) byla uherská královna pocházející z jihoněmeckého hraběcího rodu Andechsů, kteří byli markrabaty istrijskými a vévody meranskými (dnešní severní Dalmácie a oblast okolo Rijeky).

## Uherská královna
Sňatek Gertrudy a Ondřeje II. proběhl zřejmě před rokem 1203 a po manželově nástupu na uherský trůn v roce 1205 získala Gertruda obrovský vliv na dění na královském dvoře a na obsazování úřadů. Její bratr Bertold, od roku 1207 arcibiskup kaločský, se stal švagrovým spoluvládcem a později dalmatským a chorvatským a také vévodou sedmihradským.
Uherská šlechta se jen špatně smiřovala s německou převahou a za královy nepřítomnosti v zemi se pokusila o převrat. Královnin bratr Bertold byl obviněn ze zneuctění manželky župana Petra a sama královna byla v Piliši v rámci pomsty županem Petrem zavražděna.
| „                           | Zabili královu ženu, jeho švagr, patriarcha akvilejský, stěží uprchl a bylo pobito mnoho Němců… | “ |
| — Haličsko-volyňský letopis |                                                                                                 |   |

Ovdovělý král Ondřej nechal vraha popravit a svou choť pohřbít pod bohatě zdobeným náhrobkem v cisterciáckém klášteře Piliš. Předpokládaným autorem Turky zničeného díla je francouzský sochař Villard de Honnecourt.

## Potomci
- Anna Marie Uherská (asi 1204 – 1237), manžel bulharský car Ivan Asen II.
- Béla IV. Uherský (1206 – 3. květen 1270)
- Alžběta Durynská (1207 – 10. listopad 1231), manžel Ludvík IV. Durynský
- Koloman Haličský (1208 – červen 1241)
- Ondřej Uherský (asi 1210 – 1234)